# Красносільська культура

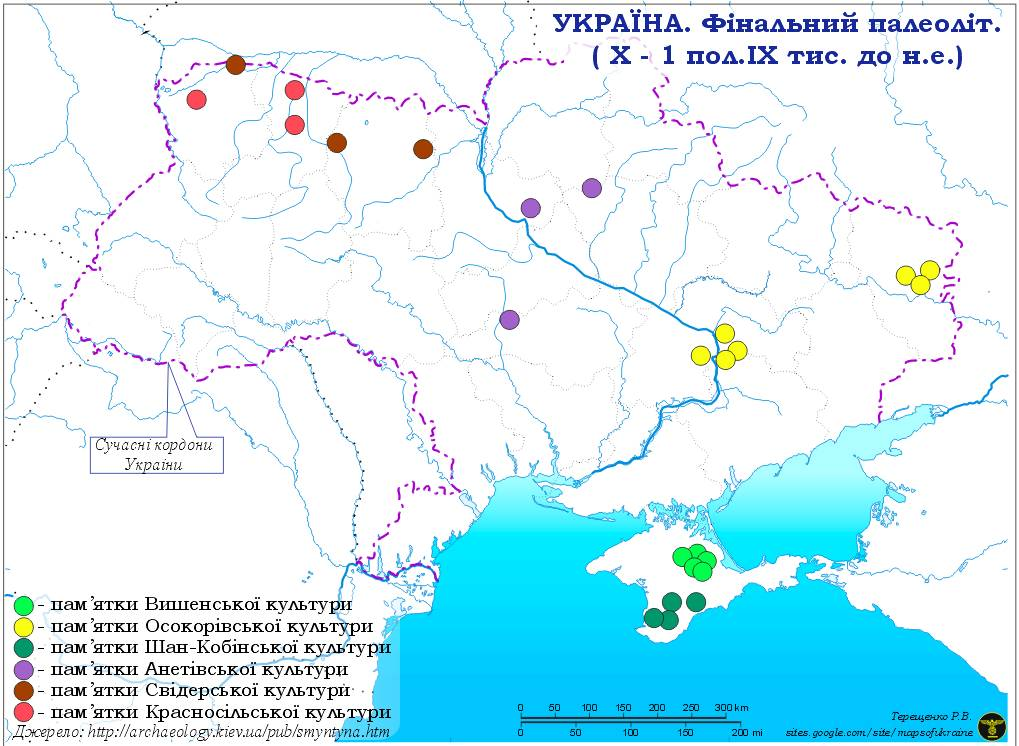

Красносільська культура — археологічна культура заключної давньокам’яної доби. Була поширена у Надрип’ятті, Надніманні та Верхів'ях Наддіпрянщини у IX тисячоріччі до н. е..
Найменована за стоянкою у села Красносілля Володимирецького району Рівненської області.

## Інвентар
Красносільська культура характерна грубими черешковими наконечниками стріл, часто асиметричної форми, сколовою технікою розколювання кременю, одноплощинними нуклеусами, короткими скребачками, ретушованими різцями на сколах. 
Красносільська людність полювала на північних оленів.

## Пам’ятки
В українському Поліссі до цього типу культури належать виявлені та досліджені стоянки поблизу сіл: Красносілля, Великий Мидськ (обидва — Рівненської області), Лютка, Самари (обидва — Волинської області), Раска (Київської області); в урочищі Бір у Новгород-Сіверському районі Чернігівської області. 
Їхні мешканці жили в холодних умовах льодовикового періоду.

## Походження
Культура має походження від лінгбійської культури, населення якої 11 тисяч років тому просунулося за стадами оленів із Заходу на Полісся. На ранніх красносільських стоянках виявлено великі наконечники типу лінгбі. Наприкінці IX тисячоріччя до н. е., із заходу посунула людність свідерської культури, тому красносільська людність рушила з Полісся через Горішню Наддніпрянщину на Горішнє Надволжя, де воно відіграло значну роль у первинному заселенні тих країв.
Внаслідок потепління близько 10 тисяч років тому призвело до виникнинню на основі красносільської культури заключної давньокам'яної доби середньокам'яних культур:
- пісочнорівської у Подесінні,
- гренської і Горішній Наддніпрянщині,
- ієнівської у Горішньому Надволжі.